# Johnny Orlando
Johnny Orlando (született: John Vincent Orlando; Mississauga, Ontario, Kanada, 2003. január 24. –) Juno-díjas kanadai-amerikai énekes, dalszerző és színész. Elsőként a közösségi médiában vált ismertté, ahol olyan popelőadók dalainak feldolgozásait tette közzé, mint Austin Mahone, Taylor Swift, Rihanna, Justin Bieber és Shawn Mendes. Négyszer nyerte el az MTV Europe Music Award "Legjobb kanadai előadó" díját 2019-ben, 2020-ban, 2021-ben és 2022-ben.

## A kezdetek
Johnny Orlando 2003. január 24-én született a kanadai Mississaugában. Három testvére van: Madison, Darian és Lauren. Darian segített neki a zenei karrierje kezdetén, közösen készítettek feldolgozásokat híres előadók dalairól, amelyeket a YouTube-csatornájukon tettek közzé.

## Pályafutása
2011-ben Johnny és testvére, Darian létrehozták a "JohnnyOsings" nevű YouTube-csatornát, ahol elsőként a "Mistletoe" című dalt dolgozták fel. A videó váratlan sikert aratott, egy hónap alatt több mint 100 ezer megtekintést ért el. Ezt követően további feldolgozásokat készítettek olyan előadóktól, mint Justin Bieber, Shawn Mendes és Taylor Swift.
2015-ben, mindössze 12 évesen, kiadta debütáló EP-jét "VXIIXI" címmel. 2018. május 18-án szerződést kötött a Universal Music Canada kiadóval, és olyan kislemezeket jelentetett meg, mint a "Day and Night" és a "What If" (mindkettő Mackenzie Ziegler közreműködésével), valamint a "Last Summer". Második EP-je, a "Teenage Fever" 2019. március 15-én jelent meg, amelyet egy észak-amerikai turné követett. 2020 júliusában bejelentették, hogy az MTV szerződést kötött Johnny Orlandóval. Harmadik EP-je, az "It's Never Really Over" 2020. október 23-án jelent meg. 2022. augusztus 19-én kiadta debütáló stúdióalbumát "All the Things That Could Go Wrong" címmel.

## Magánélete
Nyíltan biszexuális. Ezt egy 2023-as közösségi médiás bejegyzésében osztotta meg a rajongóival, ahol arról beszélt, hogy fontosnak tartja az önelfogadást és az identitás felvállalását.

## Filmográfia
| Év   | Magyar cím           | Eredeti cím              | Szerep               | Formátum                |
| ---- | -------------------- | ------------------------ | -------------------- | ----------------------- |
| 2015 |                      | The Space Between        | önmaga (cameoszerep) | rövidfilm               |
| 2016 |                      | Talia                    | Talia                | főszereplő (websorozat) |
| 2017 |                      | Johnny Orlando: The Ride | önmaga               | videóklip               |
| 2019 | A helyettesítő tanár | The Substitute           | önmaga               |                         |
| 2020 | Csoportos csevegés   | Group Chat               | önmaga               | 1 epizód                |
| 2020 |                      | As We See It             | Sam                  | főszereplő              |
| 2021 | A filter mögött      | Nickelodeon's Unfiltered | önmaga               | 1 epizód                |
| 2023 |                      | Johnny Orlando: The Ride | önmaga               | videóklip               |

## Diszkográfia
| Cím                    | Kiadás Éve | Kiadó           | Stílus           |
| ---------------------- | ---------- | --------------- | ---------------- |
| VXIIXI                 | 2016       | Universal Music | Pop, R&B         |
| Teenager               | 2018       | Universal Music | Pop, Pop-Rock    |
| It’s Never Really Over | 2021       | Universal Music | Pop, Electro-Pop |
| The Ride: Part 1       | 2023       | Universal Music | Pop, Pop-Rock    |
| The Ride: Part 2       | 2023       | Universal Music | Pop, R&B         |
| The Ride: Part 3       | 2023       | Universal Music | Pop, Electro-Pop |
| The Ride: Part 4       | 2024       | Universal Music | Pop, Electro-Pop |

## Képgaléria
- Johnny Orlando 2019-ben a Teenage Forever turnén.
- Johnny Orlando
- Johnny Orlando